# Curtișoara
Curtișoara is een Roemeense gemeente in het district Olt.
Curtișoara telt 4596 inwoners.